# Бісмутит
Бісмутит (рос. висмутит; англ. bismuthite; нім. Bismuthit m) — карбонат бісмуту шаруватої будови.

## Загальний опис
Хімічна формула: Bi2[O2CO2].
Сингонія тетрагональна.
Утворює порошкоподібні та землисті маси.
Густина 6,1-7,7.
Твердість 2,5-3,75.
Риса сіра. Продукт вивітрювання бісмутину.
Вперше був описаний в 1841 році у Саксонії.